# Industriële hogeschool
Een industriële hogeschool was in Vlaanderen een type opleidingsinstituut voor hoger onderwijs, waar men voor industrieel ingenieur kon studeren. Meestal hadden deze scholen ook technische opleidingen op het niveau graduaat. Door de onderwijshervorming zijn de industriële hogescholen nu onderdeel (departement) van een grotere hogeschool.
In Nederland bestaat een vergelijkbare technische hogeschool.